# Kolkūh
Kolkūh är en ort i Iran.   Den ligger i provinsen Gilan, i den nordvästra delen av landet, 260 km nordväst om huvudstaden Teheran. Antalet invånare är 118.
Terrängen runt Kolkūh är platt. Runt Kolkūh är det ganska tätbefolkat, med 111 invånare per kvadratkilometer. Närmaste större samhälle är Rasht, 19,4 km öster om Kolkūh. Trakten runt Kolkūh består till största delen av jordbruksmark.